# Сента Мозес
Сента Мішель Мозес (англ. Senta Michelle Moses; 8 серпня 1973) — американська акторка. Найбільш відома своєю роллю Фібі, асистентки в лабораторії та співведучої в дитячому науковому шоу "Світ Бікмана", яке виходило в 1996–1997 роках. Також вона грала Вінніфред Лідс у мильній опері "Головний госпіталь" у 2009 році, Ліззі в молодіжному серіалі "Грецький" у 2008–2009 роках. Окрім того, Сента зіграла Трейсі Маккаллістер, молодшу сестру головного героя, у фільмах "Сам удома" (1990) і "Сам удома 2: Загублений у Нью-Йорку" (1992).

## Раннє життя
Сента Мішель Мозес народилася 8 серпня 1973 року в Чикаго, штат Іллінойс, у родині з італійським та ліванським корінням. З раннього дитинства вона проявляла інтерес до акторства, і батьки підтримували її захоплення. Вона почала виступати на сцені ще у молодшому віці та зніматися у рекламі, що допомогло їй набути перший досвід на знімальному майданчику. Після здобуття початкової освіти Сента продовжила навчання, паралельно беручи участь у виставах і телевізійних проєктах.
Кар'єра
Сента Мозес почала професійну акторську кар’єру в юному віці, а її проривною роллю стала Трейсі Маккаллістер, молодша сестра Кевіна, у відомих комедіях "Сам удома" (1990) та "Сам удома 2: Загублений у Нью-Йорку" (1992).
Найбільшої популярності вона досягла завдяки ролі Фібі, асистентки в лабораторії і співведучої в науково-освітньому шоу для дітей "Світ Бікмана", яке виходило на екрани у 1996–1997 роках. Пізніше вона зіграла Вінніфред Лідс у мильній опері "Головний госпіталь" у 2009 році, а також Ліззі в молодіжному серіалі "Грецький" у 2008–2009 роках.

## Особисте життя
Сента Мозес веде досить приватний спосіб життя і не часто розкриває подробиці своєї особистої сфери. Відомо, що Мозес вийшла заміж за теле-редактора Джозефа Мікана 19 липня 2015 року в Бербанку, Каліфорнія.
Сента активно займається благодійністю та підтримує освітні й соціальні проєкти, пов’язані з дітьми та молоддю.

## Фільмографія

### Фільми
| Рік  | Назва                                     | Оригінальна назва                 | Роль                |
| ---- | ----------------------------------------- | --------------------------------- | ------------------- |
| 1980 | Брати Блюз                                | The Blues Brothers                | Танцівниця біля Рея |
| 1982 | Скрізь важкі часи                         | Things Are Tough All Over         | Дитина в пральні    |
| 1983 | Вашингтонське таксі                       | D.C. Cab                          | Дочка посла         |
| 1990 | Сам удома                                 | Home Alone                        | Трейсі Маккалістер  |
| 1992 | Сам удома 2: Загублений у Нью-Йорку       | Home Alone 2: Lost in New York    | Трейсі Маккалістер  |
| 1996 | Життя після завтра (документальний фільм) | Life After Tomorrow (documentary) | Вона сама           |
| 1999 | Текіла-боді-шоти                          | Tequila Body Shots                | Лінда               |
| 2001 | Вишибала                                  | Dodgeball                         | Роза                |
| 2001 | Кращі друзі                               | Best Friends                      | Тара                |
| 2003 | Королева крику                            | Scream Queen                      | Міссі               |
| 2003 | Діти                                      | The Kiss                          | Джуліанна           |
| 2007 | Обери Коннора                             | Choose Connor                     | Стейсі              |
| 2008 | Виробник котлів                           | Boiler Maker                      | Віллоу              |
| 2010 | 10 років потому                           | 10 Years Later                    | Беккі Кларк         |
| 2011 | З любов'ю, Глорія                         | Love, Gloria                      | Бонні               |
| 2013 | Трохи самотній в Лос-Анджелесі            | Slightly Single in L.A.           | Ванесса             |

### Телебачення
| Рік     | Назва                                   | Оригінальна назва             | Роль               |
| ------- | --------------------------------------- | ----------------------------- | ------------------ |
| 1984    | Лотерея!                                | Lottery!                      |                    |
| 1986    | Спеціальний випуск ABC на вихідних      | ABC Weekend Special           | Ребекка            |
| 1991    | Хто тут бос?                            | Who's the Boss?               | Тейлор             |
| 1992    | Дитячі розмови                          | Baby Talk                     |                    |
| 1993    | Керування залами                        | Running the Halls             | Ніккі Вотсон       |
| 1994    | Каліфорнійські мрії                     | California Dreams             | Розі Мелчер        |
| 1994–95 | Моє так зване життя                     | My So-Called Life             | Делія Фішер        |
| 1995    | Вечірка на п'ятьох                      | Party of Five                 | Мадлен             |
| 1995    | Крок за кроком                          | Step by Step                  | Лорен              |
| 1996    | Кірк                                    | Kirk                          | Тіна Балдуччі      |
| 1996    | Спеціальний випуск CBS Шкільні канікули | CBS Schoolbreak Special       |                    |
| 1996    | Можливо, цього разу                     | Maybe This Time               | Феліце             |
| 1997    | Народжені у вигнанні                    | Born Into Exile               | Лорен              |
| 1996–97 | Світ Бікман                             | Beakman's World               | Фібі               |
| 1997–98 | Сесртра, сестра                         | Sister Sister                 | Дот                |
| 1998    | Дотик ангела                            | Touched by an Angel           | Кеті               |
| 1998    | Ідеальна здобич                         | Perfect Prey                  | Леді №3            |
| 1998    | Усі люблять Реймонда                    | Everybody Loves Raymond       | Ліза               |
| 1998    | Єдиний світ                             | One World                     | Наталі Цукерман    |
| 1999    | Сестринство                             | Sorority                      | Меган              |
| 1999    | Безмежна помста                         | Vengeance Unlimited           | Гіна               |
| 2000    | Протилежна стать                        | Opposite Sex                  | Петра              |
| 2000    | Бик                                     | Bull                          | Печиво Рутильяно   |
| 2001    | Освіта Макса Бікфорда                   | The Education of Max Bickford | Міс Пратт          |
| 2003    | Жіноча бригада                          | The Division                  | Лорен              |
| 2005    | Сильні ліки                             | Strong Medicine               | Делія Прайор       |
| 2007    | Та, що говорить з привидами             | Ghost Whisperer               | Аліса Адамс        |
| 2007    | Викрадення                              | The Kidnapping                | Карен              |
| 2008    | Кістки                                  | Bones                         | Ейпріл Преса       |
| 2009    | Головний госпіталь                      | General Hospital              | Вініфред Лідс      |
| 2008–09 | Грецький                                | Greek                         | Ліззі              |
| 2009    | Криниця бажань                          | The Wishing Well              | Мішель             |
| 2010    | Касл                                    | Castle                        | Мішель Ленгфорд    |
| 2011    | Робітничий клас                         | Working Class                 | Меган              |
| 2012    | Менталіст                               | The Mentalist                 | Тіффані Старк      |
| 2012    | Ріццолі та Айлз                         | Rizzoli & Isles               | Рубі Берк          |
| 2015    | Дівчинка знайомиться зі світом          | Girl Meets World              | Альтера-Корі       |
| 2014–16 | Прикидаюся                              | Faking It                     | Директор Пенелопа  |
| 2015–16 | Белла і бульдоги                        | Bella and the Bulldogs        | Місіс Сільверштейн |
| 2018    | Значок Відступника                      | Badge of a Quitter            | Мег                |
| 2020    | Усюди жевріють пожежі                   | Little Fires Everywhere       | Міс Девор          |

## Приміти
1. ↑  Senta Moses. www.listal.com. Процитовано 30 жовтня 2024.
2. 1 2  Tribune, Chicago (24 жовтня 1993). Not acting her age: Winfield’s Senta Moses…. Chicago Tribune (амер.). Процитовано 30 жовтня 2024.